# Савина, Татьяна Александровна
Татьяна Александровна Савина, урождённая Лунина (3 (14) января 1793 — 1873) — русская благотворительница, председательница Московского благотворительного общества (1859—1873).
Младшая дочь генерал-поручика Александра Михайловича Лунина от его брака с квалерственной дамой Варварой Николаевной  Щепотьевой. Родилась в Москве, крещена при восприемстве брата Николая и тетки Елены Николаевны Щепотьевой. 
Вышла замуж за гвардии поручика Григория Сергеевича Савина. Жила в собственном старинном доме на Арбате. В июле 1822 года А. Я. Булгаков писал брату, что Татьяна Александровна в большом горе, — «Савинов-заика был болен горячкой нервической и третьего дня скончался: жена в отчаянии: они жили очень согласно, он был добрый человек и очень хороший муж».
Рано овдовев, посвятила себя благотворительности. Почётная попечительница при Управлении женскими учебными заведениями. С 1856 по 1872 гг. состояла членом и попечительницей совета Арбатского отделения попечительства о бедных в Москве. По словам современника, Савина была «маститой, столбовой дворянкой и коренной москвичкой»:

Женщиной она была властного характера и типичной наружности, носила постоянно чепец с рюшами и платья старинного фасона на худощавой, высокой и прямой фигуре своей. По-французски она говорила и писала безупречно, а по-русски говорила понаслышке от деревенских баб. Каждое воскресенье вечером она принимала своих знакомых и дам-патронесс: генеральшу Чертову, Стрекалову, фрейлину Тютчеву и Ершову. Все в Москве относились к ней с большим уважением и сам принц Ольденбургский, наезжая в Москву по делам своего ведомства, обязательно посещал её и целовал ей ручку.